# 카를로스 보시오
카를로스 구스타보 보시오(스페인어: Carlos Gustavo Bossio, 1973년 12월 1일, 코르도바 주 코르도바 ~)는 아르헨티나의 축구 감독이자 전 선수로, 현역 시절 골키퍼로 활약했다. 그는 2022년에 라싱 코르도바를 맡아 처음으로 지휘봉을 잡아 2022년 연방 대회 A에 진출해 전국 1부로 진출했지만, 2023년 6월에 사퇴했다.
1.94m의 장신에도 불구하고 "땅딸보"(Chiquito)라는 별칭으로 불리던 보시오는 여러 구단을 거쳤지만, 에스투디안테스와 라누스에서 두드러지는 활약을 펼쳤다. 그는 아르헨티나 국가대표팀에서 1994년부터 1996년까지 활약하며 1995년 팬아메리칸 게임에서 금메달을, 1996년 하계 올림픽에서 은메달을 목에 걸었다.

## 클럽 경력
코르도바 출신인 보시오는 고향 라스 팔마스에서 1992년 신고식을 치렀다. 그는 이듬해에 인근 벨그라노로 둥지를 옮겨 1993년 11월 7일에 힘나시아 이 티로와의 경기에서 첫 프로 경기를 펼쳤다. 시즌 말까지, 보시오는 26번의 리그 경기에 출전했다. 그는 이후 직전 시즌 강등당한 에스투디안테스로 이적해 1년차에 소속 구단의 프리메라 B 우승을 견인했다. 1996년 5월 12일, 보시오는 라싱 클루브와의 경기에서 코너킥을 머리로 연결해 동점골에 성공하며 아르헨티나 축구 역사상 첫 선수로 이름을 올렸다. 1999년까지, 그는 에스투디안테스 소속으로 188번의 경기에 뛰었는데, 이 중 146번은 리그 경기였다.
1999년 6월, 보시오는 [[리카르도 이스마엘 로하스와 함께 벤피카에 입단했다. 그러나, 그는 여러 요인으로 주전 도약에 어려움을 겪었다: 강력한 경쟁자 로베르트 엥케가 있었고, 바이에른 뮌헨과의 개막전 경기에서 치명적인 실수를 범했으며, 그리고, 특히 벤피카는 10월에 들어서 에스투디안스에 이적료 지불을 시작했고, 그에 따라 전 소속 구단이 그의 이적을 인정하지 않아 첫 경기 출전이 막혔다. 그는 2000년 1월 12일, 아모라와의 타사 드 포르투갈 경기에서 벤피카 신고식을 치렀고, 그의 첫 리그 경기 출전은 2월 27일이었고, 이후 4월 16일까지 8경기 연속으로 선발 출전했다. 이 8경기를 출전하면서 14골을 실점하는 와중에 엥케는 26번의 경기에서 19골만 내주었다. 2000-01 시즌, 보시오는 엥케의 후보 선수로서 3월 31일부터 5월 20일까지 8번 연속 리그 경기에 출전한 데에 만족해야 했고, 12골을 실점한 시즌에 벤피카는 리그를 6위로 마감했다. 이듬해 보시오는 2002년 6월 30일까지 비토리아 세투발로 임대되었다. 27세의 보시오는 계약에 다음과 같이 되짚었다: "저는 제 진가를 확실히 발휘하고, 제게 품은 부적적인 인상을 걷을 수 있으리라 생각합니다." 그는 2002-03 시즌에 복귀해 이번에는 20세인 조세 모헤이라의 후보 골키퍼로 자리잡았다. 그는 그 2년 동안 6번의 경기에 출전했는데, 이 중 한 경기는 타사 드 포르투갈 경기로, 그가 포르투갈 무대에서 처음 기록한 우승이었다.
2004년 7월, 보시오는 벤피카와 상호 계약 해지로 결별했고, 라누스와 계약했다. 그는 2007년 개막 대회를 우승했고, 이는 구단 사상 첫 리그 우승이었다. 2009년 7월, 보시오는 리가 MX의 케레타로로 건너갔다. 이틀 후, 37세의 보시오는 프리메라 B 전국 리그에 속한 데펜사 이 후스티시아로 이적했고, 3부 리그의 티로 페데랄에서 1년 더 보내고 은퇴했다.

## 국가대표팀 경력
보시오는 1995년 3월에 라 플라타에서 열리는 1995년 팬아메리칸 게임을 앞두고 처음으로 아르헨티나 국가대표팀에 차출되었고, 대회 우승을 거두었다. 1년 후, 그는 아르헨티나를 대표로 1996년 하계 올림픽에 참가해 결승전까지 올라갔지만, 나이지리아에 2-3으로 패해서 은메달에 만족해야 했다.

## 수상

### 클럽
에스투디안테스
- 프리메라 B: 1994–95

벤피카
- 타사 드 포르투갈: 2003–04

라누스
- 아르헨티나 프리메라 디비시온: 2007 아페르투라

### 국가대표팀
- 팬아메리칸 게임 금메달: 1995
- 하계 올림픽 은메달: 1996

### 감독
라싱 코르도바
- 토르네오 페데랄: 2022

## 참고 문헌
- Tovar, Rui Miguel (2012). 《Almanaque do Benfica》. Portugal: Lua de Papel. ISBN 978-989-23-2087-8.